# 日本国铁ED54型电力机车
ED54型电力机车（日语：ED54形電気機関車）是日本铁路的第一代干线电力机车车型之一，由日本国有铁道的前身铁道省于1926年（大正15年）从瑞士引进，由勃朗-包维利股份公司（BBC）、瑞士机车和机器制造厂（SLM）设计制造，适用于供电制式为1500伏直流电的电气化铁路。

## 历史
1926年（大正15年），为了满足东海道本线的电气化需要，日本铁道省向瑞士订购了两台干线客运电力机车，当时定型为7000型电力机车（7000、7001）。机车的机械部分由瑞士机车和机器制造厂（SLM）制造，电气设备由勃朗-包维利股份公司（BBC）提供。1928年（昭和3年）10月，根据铁道省的车辆形式称号规程修订，该型机车改称为ED54型电力机车。ED54型电力机车投入运用后，始终都在东海道本线担当旅客列车的牵引任务，并先后配属国府津机关区、沼津机关区和东京机关区。
与同时期采用抱轴悬挂式牵引电动机的其他电力机车相比，虽然布赫利式传动方式能够大幅减少牵引电动机承受的振动冲击，但由于这种电力机车数量较少，且该传动方式结构特殊，因而对机车的检修维护和运用管理造成一定困难，乘务人员亦较抗拒驾驶该型机车。结果，ED54型电力机车的运用频率越来越低，甚至在六个月内机车仅走行了180公里。1930年代中期以后，随着各种新型国产电力机车投入服务，ED54型电力机车很快就退出了运用，至1930年代末已经被弃置在大宮工场的侧线。1948年11月，ED54型电力机车正式除籍。ED54-2号机车在报废后很长时间仍然被放置在大宫工场内，至1960年代中期才被拆解。

## 技术特点
ED54型电力机车是干线客运用的直流电力机车，适用于供电制式为1500伏直流电的电气化铁路。机车采用非承载式结构的全金属箱形车体，车体构造与ED12型电力机车大致相同。车体两端各设有一个司机室，车体中部为电气室，电气室内中央顺序布置了四台大型牵引电动机，凸轮轴接触器、起动电阻、电动发电机等装置安装在其中一侧，而电动通风机安装在顶棚下方。机车两端为通过台区域，并有突出于车体两端的檐篷。车顶相对两端司机室上方的位置各装有一台双臂式受电弓。
ED54型电力机车最重要的特点是其走行部结构。表面上，该型机车看起来似乎采用1-D-1轴式，但事实上是更为复杂的1ABA1轴式。ED54型电力机车具有两对导轮和四对动轮，走行部结构类似于德国蒸汽机车的克劳斯-亥姆霍兹式转向架。第一对及第四对动轮分别与两端的两对导轮组成联动轮对，虽然动轮和导轮均安装在同一底架上，但两者之间具有杠杆式联动机构，配合第一对及第四对动轮的横移量，可以使机车通过曲线时动轮配合导轮作一定程度的横向位移，从而提高机车的曲线通过能力，减轻轮缘磨耗。
传动系统方面，ED54型电力机车亦采用了特殊的布赫利驱动方式，与当时普遍采用的轴悬式驱动方式截然不同。轴悬式驱动是指牵引电动机的一端安装在转向架构架上，而另一端通过抱轴承刚性抱合在车轴上。而布赫利驱动方式是铁路机车上最早应用的弹性传动方式之一，由瑞士勃朗-包维利股份公司发明。牵引电动机固定地安装在车架上，通过具有连杆机构的齿轮向轮对传递扭矩，传动齿轮由两对连杆机构和特殊形状的齿轮所组成，能够吸收机车行驶时轮对各个方向的跳动。因此，该种传动方式使较重的电动机重量与轮对的簧下重量相互分离，使牵引电动机不承受从轮对传递的振动冲击，为提高列车运行速度创造了条件。然而，由于传动装置的复杂性，其制造和维修都需要较高的工业水平。事实上，ED54型电力机车的齿轮箱在大宫工场进行完整解体检查及再度组装后，亦没有完全恢复到出厂时候的状态。
ED54型电力机车是直—直流电传动的直流电力机车，通过调节起动电阻、牵引电动机的串—并联转换和磁场削弱来达到调速的目的。机车起动和加速时，逐步减少起动电阻的阻值，然后将四台牵引电动机从串联转入并联连接，从而实现有级调速。机车还可以对牵引电动机使用一级磁场削弱，作为恒功区的辅助调速手段。牵引电动机采用MT20型直流串励电动机，额定功率为385千瓦，额定电压为675伏特，额定转速为每分钟700转。ED54型电力机车是日本国铁之中功率最大的D型动轮四轴旧型电力机车，小时功率可达1540千瓦。

## 参看
- ED12型电力机车
- ED17型电力机车
- 日本电力机车列表